# Menkalinan
Menkalinan eller Beta Aurigae (α Aurigae förkortat Beta Aur, α Aur) är en dubbelstjärna  i stjärnbilden Kusken. Den består av tva underjättestjärnor av spektraltyp A. Dubbelstjärnan har den kombinerade ljusstyrkan av magnitud 1,9. Systemet är en variabel av Algol-typ, som varierar i ljusstyrka 1,89-1,98 med perioden 3,9600421 dygn. Med hjälp av parallaxmätningarna som gjordes under Hipparcos-uppdraget kan avståndet till stjärnan uppskattas som 81,1 ljusår (24,9 parsek) med ett halvt ljusårs marginal.

## Nomenklatur
Menkalinan är en förkortning av det arabiska منكب ذي العنان mankib ðī-l-‘inān som betyder "skuldran hos den som håller tömmarna". I kinesisk astronomi har den namnet 五車三 (“Den tredje av de fem vagnarna”).  År 2016 organiserade Internationella astronomiska unionen en arbetsgrupp för stjärnnamn (WGSN) med uppgift att katalogisera och standardisera riktiga namn för stjärnor. WGSN:s första bulletin av juli 2016 innehåller en tabell över de första två satserna av namn som fastställts av WGSN, som anger namnet Menkalinan för Beta Aurigae .

## Egenskaper
Beta Aurigae är en dubbelstjärna, där de två stjärnorna är underjättar med ungefär samma massa och radie, och heta stjärnor med blåvitt till vitt ljus. Paret utgör en förmörkande spektroskopisk dubbelstjärna. Med en vinkelseparation på 13,9 ± 0,3 bågsekunder vid en positionsvinkel på 155° ligger en följeslagare som är 8,5 magnituder svagare än dubbelstjärnan. Denna är en kandidat till att ingå i Beta Aurigae, vilket skulle göra denna till en trippelstjärna. Den kan vara källan till röntgenstrålning från positionen. Beta Aurigae antas ingå i Ursa Major Moving Group.